# 핀 바르텔스
핀 바르텔스(독일어: Fin Bartels, 1987년 2월 7일 ~ )는 독일의 축구 선수이다. 현재 소속팀은 홀슈타인 킬이며, 주로 공격형 미드필더 포지션에서 활약한다. 빠른 발로 잘 알려진 선수이다. 그의 할아버지는 독일의 핸드볼 선수인 쿠르트 바르텔스이다.

## 클럽 경력

### 홀슈타인 킬
2005년 11월 25일 핀 바르텔스는 독일 북부지역 리그의 홀슈타인 킬에서 첫 성인 1군팀 출전을 하게 된다. 이후 주전으로 활약하며 2006-07 시즌에는 33경기에 출전했으나 팀이 강등되면서 한자 로스토크로 이적하게 된다.

### 한자 로스토크
한자 로스토크로 이적한 바르텔스는 2007년 10월 6일 볼프스부르크와의 경기에서 푸스발-분데스리가 데뷔경기를 치렀으며, 2008년 1월 빌레펠트와의 경기에서 분데스리가데뷔 골을 터트린다. 이후 팀의 강등으로 2. 푸스발-분데스리가와 3. 리가 등에서 활약하다 2010년 FC 장크트파울리로 이적하게 된다.

### FC 장크트파울리
FC 장크트파울리로 이적한 바르텔스는 첫 경기에서 자책골을 기록했고, 때문에 5경기동안 벤치를 지키다가 6번째 경기인 보루시아 도르트문트와의 경기부터 팀의 주전으로 활약하게 되었다. 이후 2014년 베르더 브레멘으로 이적하게 된다.

### 베르더 브레멘
베르더 브레멘으로 이적한 바르텔스는 빠르게 팀의 주전으로 자리 잡았고, 활약에 힘입어 2014-15시즌 '베르더 브레멘 팬들이 뽑은 올해의 선수' 투표에서 3위를 차지하게 된다. 2015-16시즌에도 30경기에 출장해 8골을 기록하는 등 준수한 활약을 펼쳤고, 2016년 7월 9일 계약을 2019년까지로 연장했다.

## 기록
| 클럽경력 | 클럽경력         | 클럽경력             | 리그 | 리그 | 컵       | 컵       | 대륙대회 | 대륙대회 | 합계 | 합계 |
| 시즌     | 클럽             | 리그                 | 출장 | 골   | 출장     | 골       | 출장     | 골       | 출장 | 골   |
| 독일     | 독일             | 독일                 | 리그 | 리그 | DFB-포칼 | DFB-포칼 | 유럽     | 유럽     | 합계 | 합계 |
| -------- | ---------------- | -------------------- | ---- | ---- | -------- | -------- | -------- | -------- | ---- | ---- |
| 2005–06  | 홀슈타인 킬 II   | Oberliga Nord        | 10   | 1    | 0        | 0        | 0        | 0        | 10   | 1    |
| 2005–06  | 홀슈타인 킬      | 독일 북부지역 리그   | 17   | 0    | 0        | 0        | 0        | 0        | 17   | 0    |
| 2006–07  | 홀슈타인 킬      | 독일 북부지역 리그   | 33   | 5    | 0        | 0        | 0        | 0        | 33   | 5    |
| 2007–08  | 한자 로스토크 II | NOFV-Oberliga Nord   | 8    | 4    | 0        | 0        | 0        | 0        | 8    | 4    |
| 2007–08  | 한자 로스토크    | 푸스발-분데스리가    | 19   | 4    | 1        | 0        | 0        | 0        | 20   | 4    |
| 2008–09  | 한자 로스토크    | 2. 푸스발-분데스리가 | 28   | 6    | 2        | 0        | 0        | 0        | 30   | 6    |
| 2009–10  | 한자 로스토크    | 2. 푸스발-분데스리가 | 30   | 4    | 1        | 0        | 0        | 0        | 31   | 4    |
| 2010–11  | FC 장크트파울리  | 분데스리가           | 31   | 2    | 1        | 0        | 0        | 0        | 32   | 2    |
| 2011–12  | FC 장크트파울리  | 2. 푸스발-분데스리가 | 32   | 6    | 1        | 0        | 0        | 0        | 33   | 6    |
| 2012–13  | FC 장크트파울리  | 2. 푸스발-분데스리가 | 27   | 7    | 2        | 0        | 0        | 0        | 29   | 7    |
| 2013–14  | FC 장크트파울리  | 2. 푸스발-분데스리가 | 27   | 7    | 1        | 0        | 0        | 0        | 28   | 7    |
| 2014–15  | 베르더 브레멘    | 푸스발-분데스리가    | 29   | 4    | 2        | 1        | 0        | 0        | 31   | 5    |
| 2015–16  | 베르더 브레멘    | 푸스발-분데스리가    | 30   | 8    | 4        | 1        | 0        | 0        | 34   | 9    |
| 2016–17  | 베르더 브레멘    | 푸스발-분데스리가    | 0    | 0    | 0        | 0        | 0        | 0        | 0    | 0    |
| 합계     | 합계             | 합계                 | 321  | 58   | 16       | 2        | 0        | 0        | 337  | 60   |

## 국가대표 경력
바르텔스는 2008년 덴마크와의 친선경기에서 독일 21세 이하 대표팀 데뷔경기를 치렀다.